# Hamada Mohamed
Hamada Mohamed, aussi Mohamed Ahmed Hamada, (né le 22 octobre 1992 à Qena) est un athlète égyptien, spécialiste du 800 mètres.

## Biographie
Au 1 500 mètres, il termine 4e des championnats panarabes juniors 2010 et est éliminé en séries des championnats du monde juniors de Moncton. En 2011 il établit en 3 min 38 s 16 un nouveau record d'Égypte lors de la course B du meeting DN Galan de Stockholm et prend la deuxième place aux championnats panarabes.
La même année, il se distingue sur 800 mètres en finissant 4e des championnats d'Afrique juniors de Gaborone et en établissant un autre record national à Huddinge, dans le temps de 1 min 46 s 44. En 2012 il remporte le Mémorial Primo Nebiolo de Turin avec un nouveau record à 1 min 44 s 98. Qualifié pour les Jeux, il y est éliminé au stade des demi-finales.
En 2013 il remporte la médaille de bronze du 800 m aux Jeux méditerranéens dans une course gagnée par le Turc İlham Tanui Özbilen et le Marocain Samir Jamaa.

## Palmarès
| Date | Compétition            | Lieu   | Résultat | Épreuve | Temps         |
| ---- | ---------------------- | ------ | -------- | ------- | ------------- |
| 2011 | Championnats panarabes | Al-Aïn | 2e       | 1 500 m | 3 min 59 s 15 |
| 2011 | Jeux panarabes         | Doha   | 5e       | 800 m   | 1 min 48 s 08 |
| 2013 | Jeux méditerranéens    | Mersin | 3e       | 800 m   | 1 min 45 s 71 |

## Records
| Épreuve      | Temps              | Lieu      | Date            |
| ------------ | ------------------ | --------- | --------------- |
| 800 mètres   | 1 min 44 s 92 (NR) | Madrid    | 14 juillet 2017 |
| 1 500 mètres | 3 min 38 s 16 (NR) | Stockholm | 29 juillet 2011 |
| 3 000 mètres | 8 min 5 s 05 (NR)  | Gävle     | 24 juillet 2011 |